# Mud March (guerre de sécession)
Pour les articles homonymes, voir Mud March.
Ne doit pas être confondu avec Mud March (manifestation suffragiste).
La Mud March (en français, Marche dans la boue) a lieu en Virginie début janvier 1863, pendant la guerre de Sécession. C'est une tentative d'attaque hivernale lancée  par l'armée du Potomac (unioniste) contre les Confédérés de Robert E. Lee.

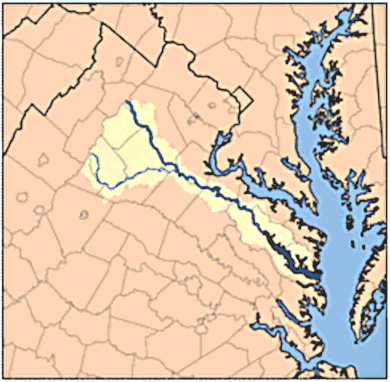
La rivière Rappahannock, qui se jette dans la baie de Chesapeake (estuaire du Potomac), fut une frontière entre le Nord et le Sud, et vit de nombreux affrontements.

Après la désastreuse défaite nordiste à la bataille de Fredericksburg (13 décembre 1862), le major general Ambrose Burnside cherche à sauver sa réputation et à redonner du moral à ses troupes en leur assurant enfin une victoire.
Il conçoit un plan d'attaque par surprise : le 1er janvier, pendant que ses troupes traverseront rapidement la rivière Rappahannock au sud de ce qui reste de la ville de Fredericksburg et attaqueront Lee sur son flanc, sa cavalerie (qui aura traversé la Rappahannock en amont, au gué de Kelly's Ford, 20 miles plus au nord) attaquera Lee sur ses arrières et coupera ses lignes de communication et d'approvisionnement.
Mais certains officiers contestataires de son état-major font avertir  Abraham Lincoln, et le président interdit à Burnside cette attaque trop risquée mettant en jeu des troupes décimées, épuisées et démoralisées.

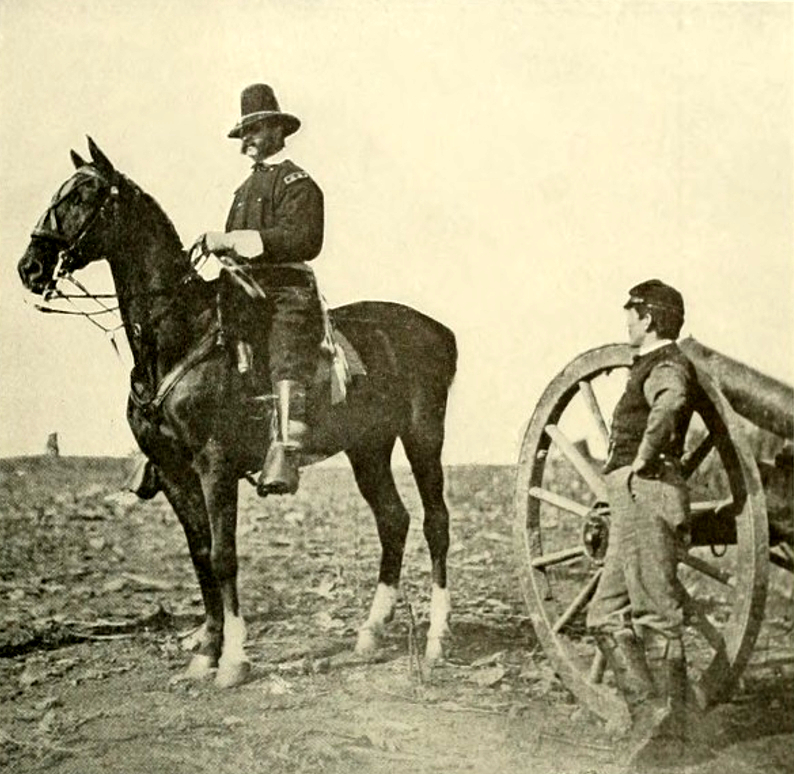
Ambrose Burnside en 1862. Fin 1862-début 1863, la sanglante défaite de Fredericksburg et la démoralisante Mud March ont fait perdre au commandant de l'armée du Potomac le prestige qu'il avait acquis lors de sa campagne en Caroline du Sud.

Burnside cependant ne lâche pas prise et conçoit un autre plan : ses troupes traverseront la Rappahannock plus en amont, au nord de Fredericksburg, en franchissant le gué de Banks' Ford.
L'offensive nordiste débute le 20 janvier. Mais le temps, anormalement beau pour la saison, se détériore rapidement dans l'après-midi et une forte pluie, qui durera deux jours, transforme tous les chemins en bourbiers. Pendant deux jours les troupes essaient de progresser avec de la boue jusqu'aux genoux, les chariots et les canons sont paralysés. Burnside, assailli de protestations par ses officiers, finit par donner l'ordre d'abandonner l'opération et de revenir au camp.
La Mud March est la dernière initiative de Burnside en tant que commandant de l'armée du Potomac : le 26 janvier 1863, Lincoln nomme à sa place le major general Joseph Hooker et envoie Burnside dans l'Ohio comme commandant de secteur.